# Холтон, Джеральд
Дже́ральд Хо́лтон (англ. Gerald James Holton; род. 23 мая 1922, Берлин) — немецкий и американский физик, философ и историк науки. Исследовательский именной профессор-эмерит Гарвардского университета. Член Американского философского общества и Американской академии искусств и наук (1956).

## Биография
Вырос в Вене.
В 1938 году эмигрировал - благодаря операции Kindertransport. Получил сертификат электротехника в Oxford Brookes University.
Окончил Уэслианский университет со степенями бакалавра (1941) и магистра (1942). В 1948 году получил степень доктора философии в Гарвардском университете, где его руководителем был Перси Уильямс Бриджмен. Занимал пост президента Общества истории науки с 1983 по 1984 год. Редактор-основатель ежеквартального журнала Daedalus.
Членство в общественных организациях и академиях
- Американское физическое общество
- Американское философское общество
- Американская академия искусств и наук
- Австрийская академия наук, почётный член

Награды
- 1989 — Премия Эндрю Геманта, Американский институт физики
- 2008 — Премия Абрахама Пайса в области истории физики
- BBVA Foundation Frontiers of Knowledge Award (2020)